# Buntonia
Buntonia is een geslacht van kreeftachtigen uit de klasse van de Ostracoda (mosselkreeftjes).

## Soorten
- Buntonia (Buntonia) attitogonensis Apostolescu, 1961 †
- Buntonia (Buntonia) bopaensis Apostolescu, 1961 †
- Buntonia (Buntonia) fortunata Apostolescu, 1961 †
- Buntonia (Buntonia) grassicostata Reyment, 1960 †
- Buntonia (Buntonia) shubutaensis Howe, 1935 †
- Buntonia (Protobuntonia) keiji Reyment, 1963 †
- Buntonia (Protobuntonia) numidica (Grekoff, 1954) Reyment & Elofson, 1959 †
- Buntonia (Protobuntonia) punctata Reyment, 1963 †
- Buntonia (Protobuntonia) triangulata (Apostolescu, 1961) Reyment, 1963 †
- Buntonia (Quasibuntonia) bozorgniai Coutelle & Yassini, 1974 †
- Buntonia (Quasibuntonia) seguenziana (Ruggieri, 1958) Sissingh, 1972 †
- Buntonia (Quasibuntonia) vigneauxi Coutelle & Yassini, 1974 †
- Buntonia alabamensis (Howe & Pyeatt in Howe & Garrett, 1934) Stephenson, 1947 †
- Buntonia alifuraihi Khalaf & Yousif, 1993 †
- Buntonia apatayeriyerii (Reyment, 1963) Reyment, 1981 †
- Buntonia attitogonensis Apostolescu, 1961 †
- Buntonia awadi Bassiouni, 1969 †
- Buntonia beninensis Reyment, 1960 †
- Buntonia boldi Khosla, 1973 †
- Buntonia bopaensis Apostolescu, 1961 †
- Buntonia bremneri Dingle, 1993
- Buntonia brunensis Riha, 1985 †
- Buntonia cincinnata Apostolescu, 1963 †
- Buntonia compressa Carbonnel, 1990 †
- Buntonia conularis (Terquem, 1878) Wouters, 1974
- Buntonia corpulenta (Brady & Norman, 1889) Reyment et al., 1959
- Buntonia crassicostata Reyment, 1960 †
- Buntonia cretacea Grekoff, 1951 †
- Buntonia decrepita Apostolescu, 1961 †
- Buntonia delta Marianos & Valentine, 1958 †
- Buntonia deneti Dingle, 1993
- Buntonia dertonensis (Ruggieri, 1954) Ciampo, 1972 †
- Buntonia devexa Siddiqui, 1971 †
- Buntonia entrerriensis Rossi De Garcia, 1966 †
- Buntonia faresi Bassiouni, 1971 †
- Buntonia foliata Omatsola, 1972
- Buntonia fortunata Apostolescu, 1961 †
- Buntonia ghotaruensis Bhandari, 1992 †
- Buntonia gibbera Dingle, 1993
- Buntonia giesbrechti (Müller, 1894)
- Buntonia giesbrechtii (Mueller, 1894) Ruggieri, 1953
- Buntonia glomerosa Apostolescu, 1961 †
- Buntonia guntheri Bold, 1958 †
- Buntonia guttata Apostolescu, 1963 †
- Buntonia hanaii Yajima, 1978
- Buntonia hayamii Tabuki, 1986 †
- Buntonia holodictyota Doruk, 1979 †
- Buntonia howei (Stephenson, 1946) Stephenson, 1947 †
- Buntonia huneri (Howe & Law, 1936) Hazel, Mumma & Huff, 1980 †
- Buntonia isobopaensis Carbonnel & Oyede, 1991 †
- Buntonia israelskyi (Howe & Pyeatt in Howe & Chambers, 1935) Morkhoven, 1963 †
- Buntonia issabaensis Apostolescu, 1961 †
- Buntonia japonica Ishizaki, 1966 †
- Buntonia jordanica Bassiouni, 1969 †
- Buntonia klologoensis Carbonnel, 1989 †
- Buntonia lepida Chen in Yang, Chen & Wang, 1990 †
- Buntonia levinsoni Huff, 1970 †
- Buntonia lippsi Finger, 1983 †
- Buntonia livida Apostolescu, 1961 †
- Buntonia lubimovae Guha, 1971 †
- Buntonia magna Apostolescu, 1963 †
- Buntonia minima Russo, 1966 †
- Buntonia mucronata Apostolescu, 1961 †
- Buntonia multicostata (Ruggieri, 1962) Ruggieri, 1992 †
- Buntonia namaquaensis Dingle, 1993
- Buntonia obesa Ciampo, 1986 †
- Buntonia olokundudui Reyment & Van Valen, 1969
- Buntonia opulenta Apostolescu, 1963 †
- Buntonia ornata Zhao (Yi-Chun) (Quan-Hong) in Wang et al., 1988
- Buntonia parascorta Ishizaki, 1983 †
- Buntonia parasemitecta Carbonnel, 1989 †
- Buntonia parva Apostolescu, 1963 †
- Buntonia pulvinata Apostolescu, 1961 †
- Buntonia pyriformis (Brady, 1880) Rosenfeld & Bein, 1978
- Buntonia pyriformis Carbonnel, Alzouma & Dikouma, 1990 †
- Buntonia ramosa Bassiouni, 1969 †
- Buntonia rarepunctata Aruta, 1983 †
- Buntonia rectangularis (Ruggieri, 1954) Ruggieri, 1992 †
- Buntonia reticulata Pooser, 1965 †
- Buntonia robusta (Ruggieri, 1954) Ruggieri, 1962 †
- Buntonia rocanortensis Bertels, 1973 †
- Buntonia rogersi Dingle, 1993
- Buntonia rosenfeldi Dingle, Lord & Boomer, 1990
- Buntonia royi Neale & Singh, 1985 †
- Buntonia ruggierii Ciampo, 1981 †
- Buntonia saginata Apostolescu, 1963 †
- Buntonia scorta Ishizaki, 1983 †
- Buntonia seco Marianos & Valentine, 1958 †
- Buntonia seminuda (Stephenson, 1944) Bold, 1960 †
- Buntonia semitecta Apostolescu, 1961 †
- Buntonia shubutaensis Howe, 1935 †
- Buntonia sinensis Zhao (Yi-Chun) (Quan-Hong) in Zhao (Yi-Chun), Wang & Zhang, 1985
- Buntonia smithi Huff, 1970 †
- Buntonia stewarti Bold, 1973 †
- Buntonia sublatissima (Neviani, 1906) Ruggieri, 1954 †
- Buntonia subtriangularis (Sutton & Wiliams, 1939) Stephenson, 1947 †
- Buntonia subulata Ruggieri, 1954
- Buntonia sulcata Butler, 1963 †
- Buntonia tacheri Machain-Castillo & Gio-Argaez, 1992
- Buntonia tamarensis Bold, 1950 †
- Buntonia tatteuliensis (Apostolescu, 1961) Foster, Swain & Petters, 1983 †
- Buntonia teiskotensis Apostolescu, 1961 †
- Buntonia tenuipunctata Apostolescu, 1961 †
- Buntonia textilis Bonaduce, Ciampo & Masoli, 1976
- Buntonia tichittensis Apostolescu, 1961 †
- Buntonia tilemsiensis Apostolescu, 1961 †
- Buntonia timirisensis Carbonnel, 1988 †
- Buntonia ucarinata Ishizaki, 1983 †
- Buntonia vanmorkhoveni Reyment, 1960 †